# Bijkeuken
Een bijkeuken of achterkeuken is een ruimte grenzend aan de eigenlijke keuken die voor ondersteunende huishoudelijke handelingen gebruikt wordt, zoals wassen, drogen en strijken, maar ook voor het opbergen en bewaren van (etens)voorraden en schoonmaakspullen. 
De volgende zaken staan vaak in een bijkeuken: koelkast, diepvries, wasmachine, droogtrommel, strijkplank, cv-ketel, schoonmaakartikelen, voedsel, gereedschap.

## Afbeeldingen

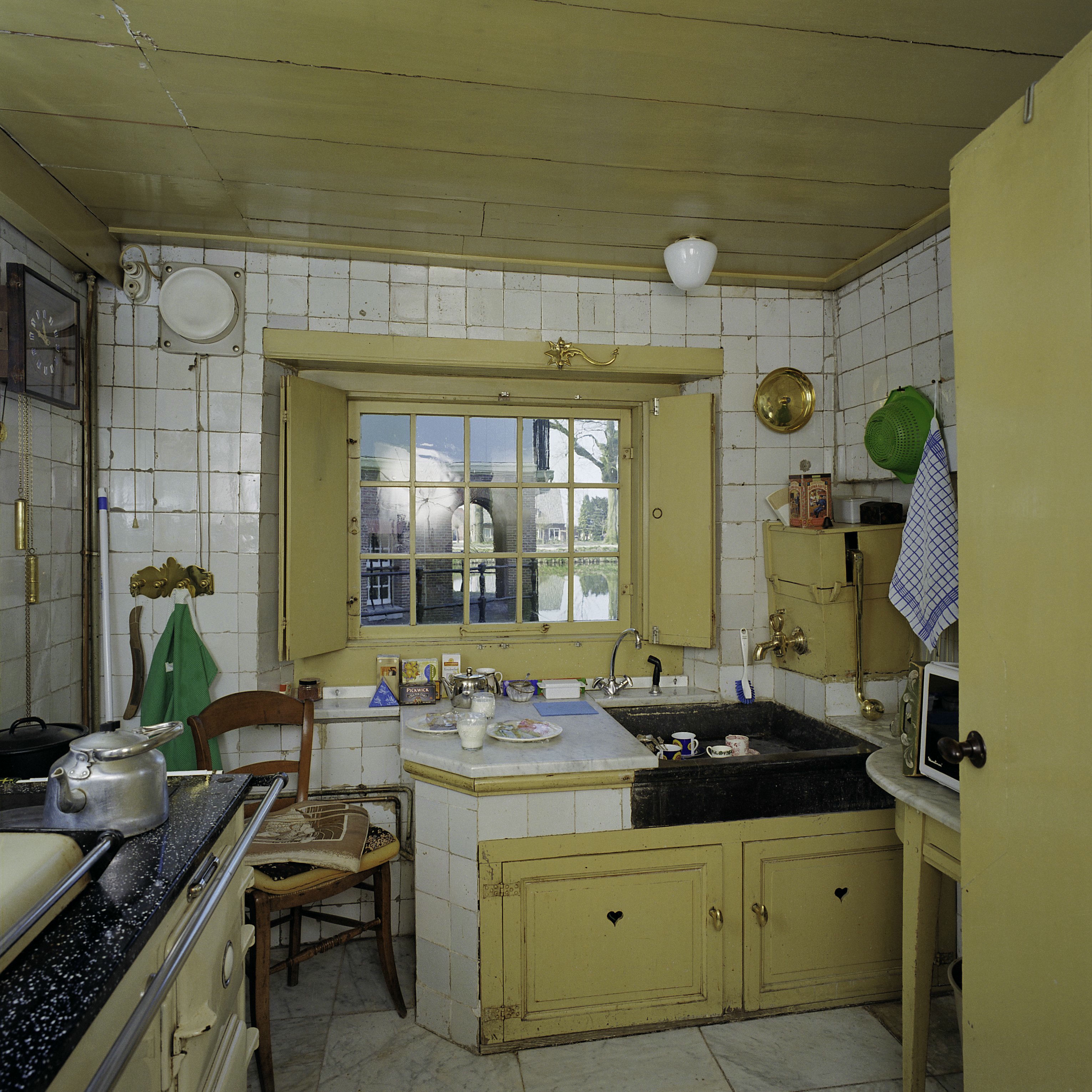
Een bijkeuken in een souterrain in 's-Graveland
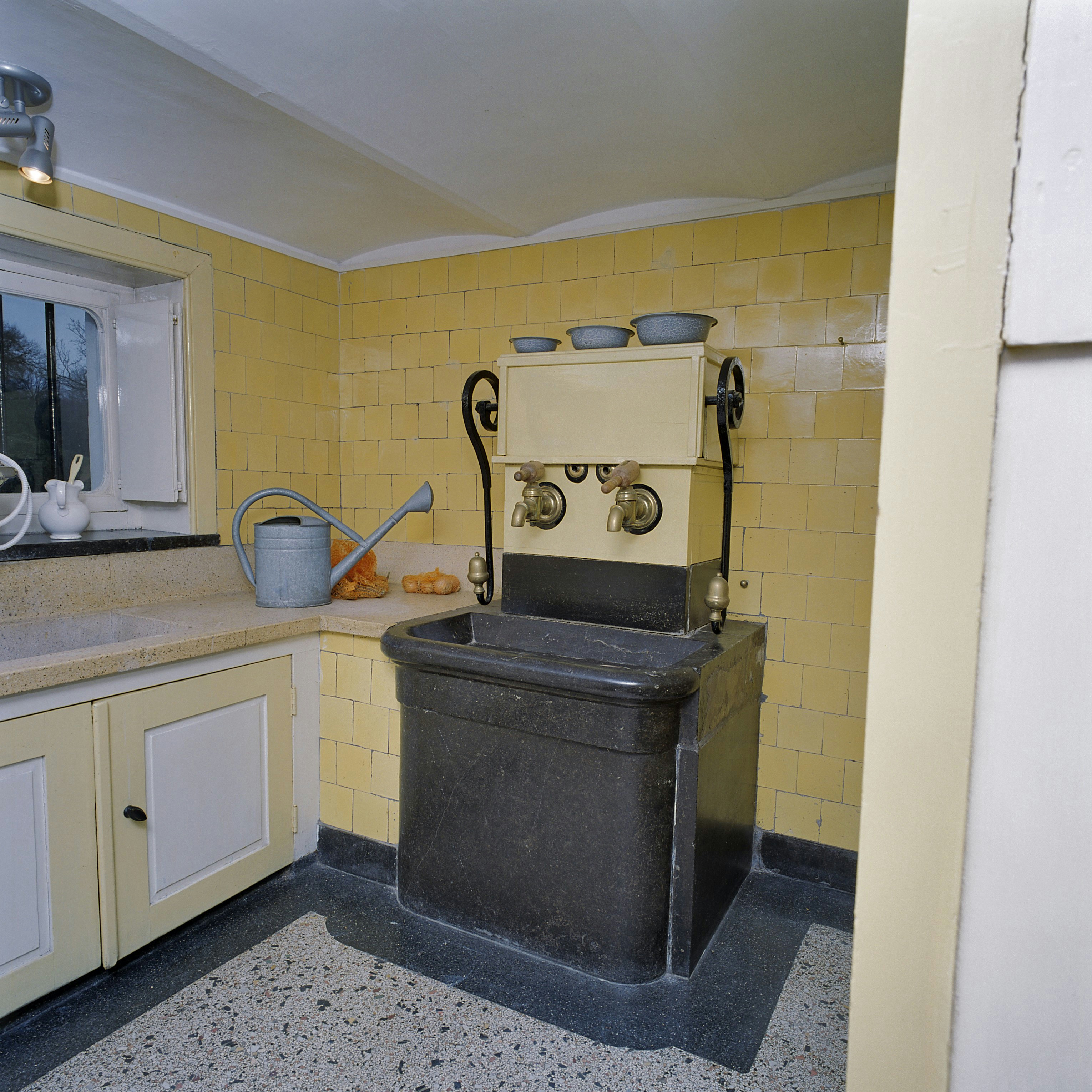
Interieur van een bijkeuken met pomp in Hoogerheide
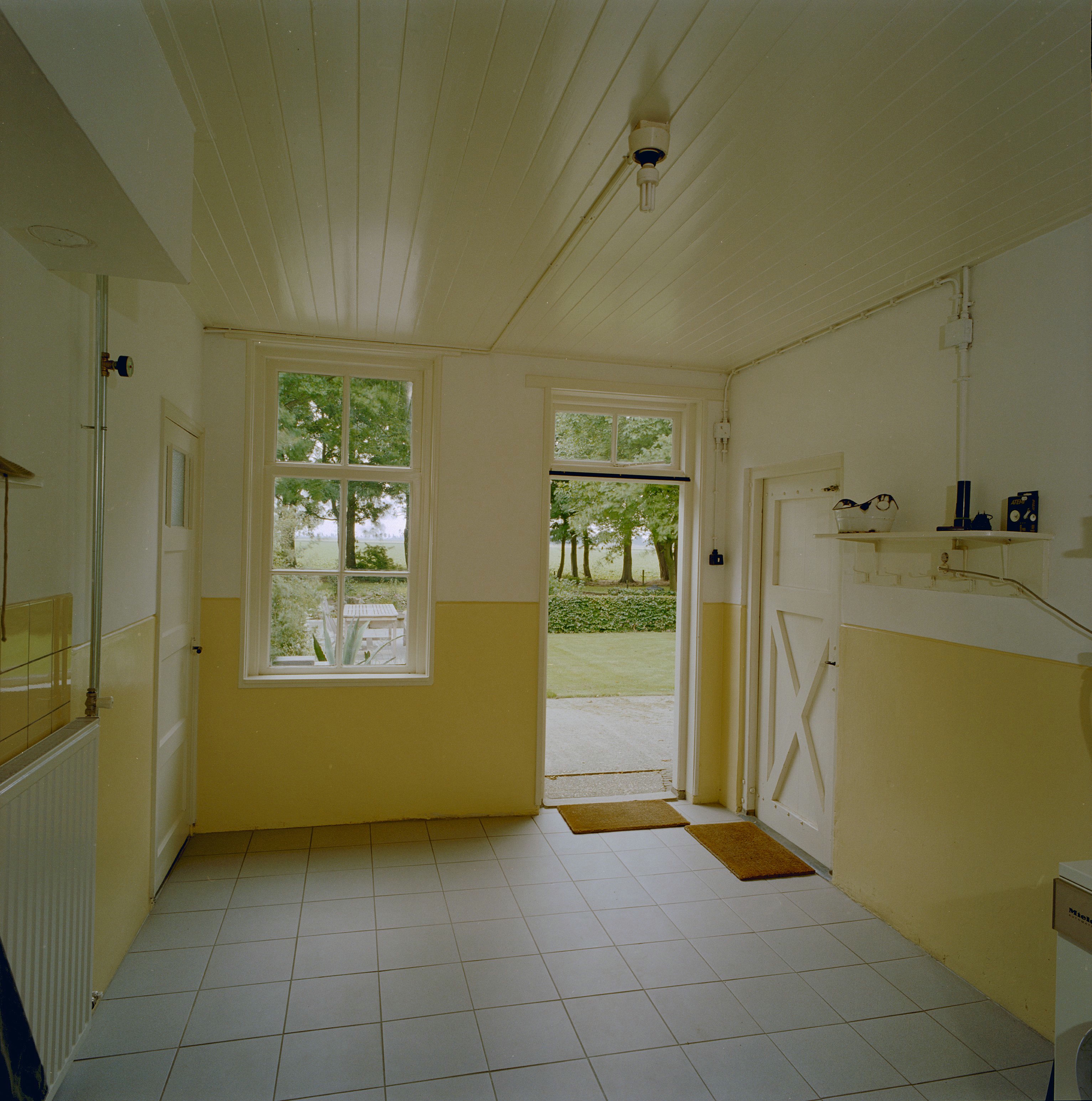
Interieur van een bijkeuken in Kraggenburg
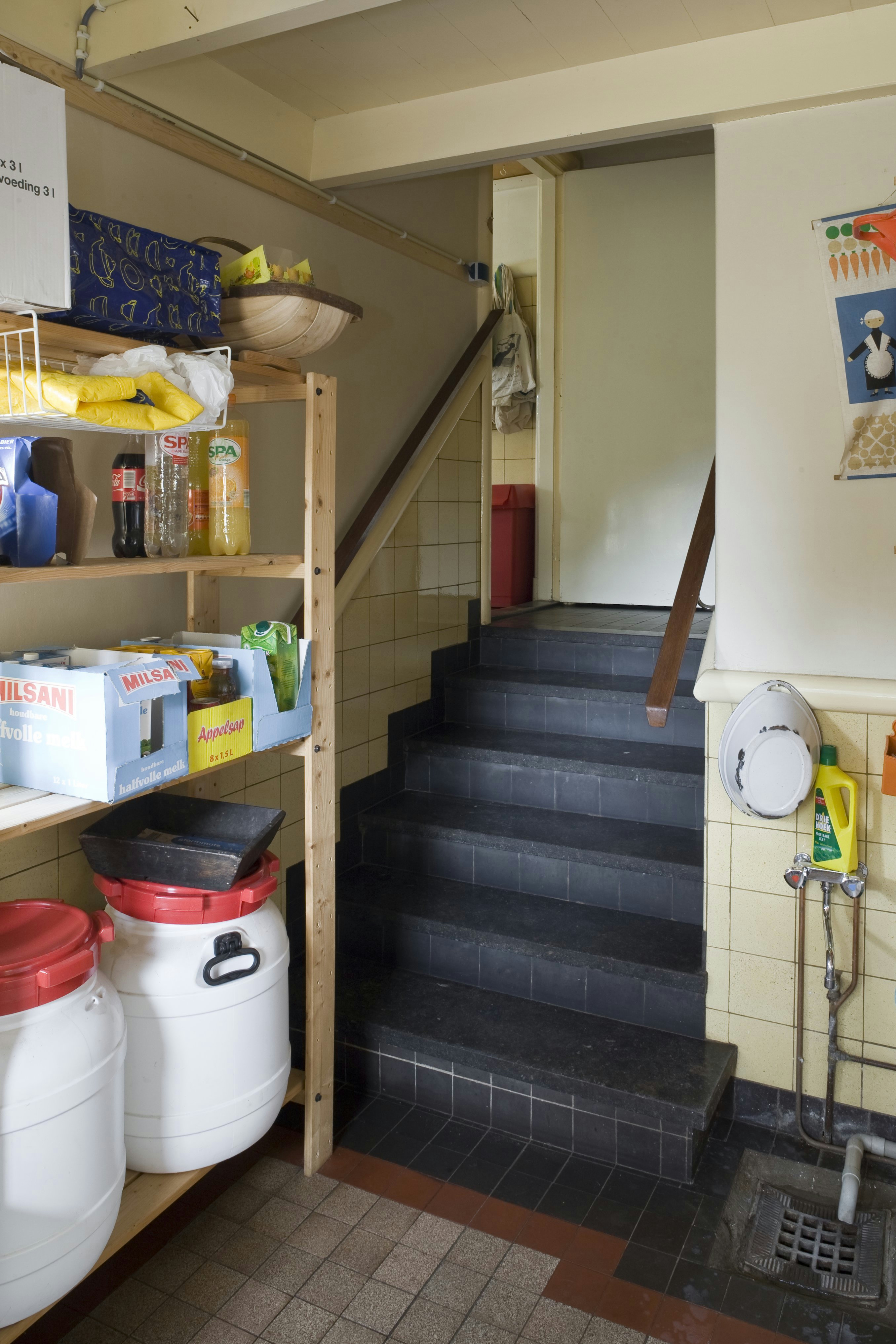
Interieur van een bijkeuken met trap in Valthermond
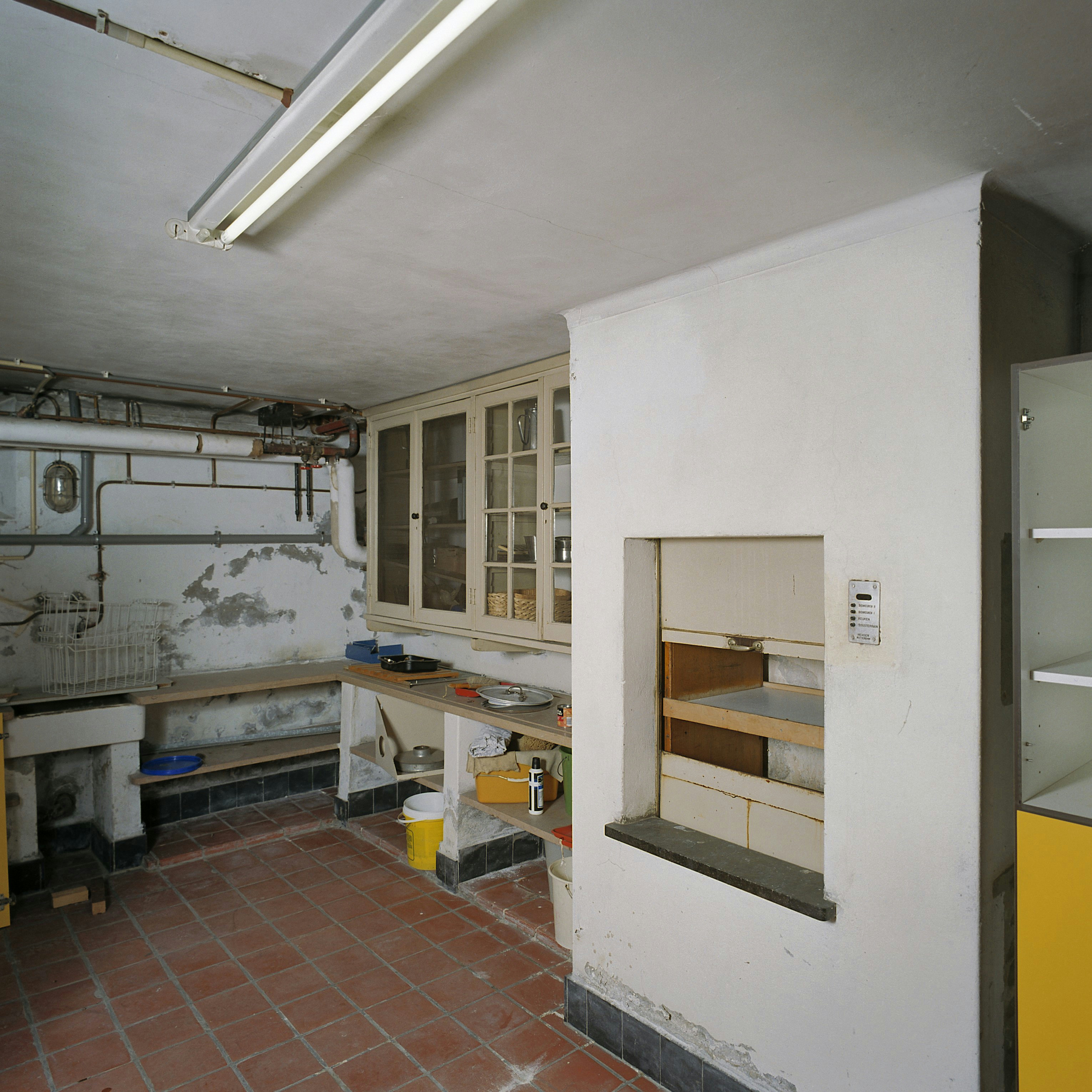
Een bijkeuken met een buffetlift, Tilburg